# The Ranchman's Debt of Honor
The Ranchman's Debt of Honor és una pel·lícula muda estatunidenca del gènere western de 1911. La pel·lícula va ser dirigida per Gaston Méliès, produïda per la Star Film Company i distribuïda per la General Film Company.

## Repartimentn
- Henry Stanley: Pete
- Mildred Bracken: Mary Hawley
- Francis Ford :